# Speightstown
Speightstown – drugie co do wielkości miasto na Barbadosie, po stolicy państwa – Bridgetown. Jest położone na terenie parafii Saint Peter.
Miasto zostało nazwane tak od nazwiska Williama Speighta, jednego z członków pierwszej Izby Zgromadzenia jeszcze w czasach kolonialnych, a także właściciela ziemi, na której miasto zostało zbudowane.

## Miasta Partnerskie
- Wielka Brytania – Reading (od 2003 roku)